# Sosna koreańska
Sosna koreańska (Pinus koraiensis Siebold & Zucc.) – gatunek drzewa iglastego należący do rodziny sosnowatych (Pinaceae). Sosna koreańska występuje we wschodniej Azji, gdzie jej duże nasiona są zbierane i spożywane. Jest sosną pięcioigielną, chętnie sadzoną w parkach i przydomowych ogródkach, przy czym w Polsce stare drzewa są rzadko spotykane.

## Rozmieszczenie geograficzne
Sosna koreańska występuje we wschodniej Azji. Porasta duże obszary w Korei Północnej, północnych Chinach (Heilongjiang, Jilin) oraz na krańcach wschodniej Rosji (Obwód amurski, Kraj Chabarowski, Kraj Nadmorski). Mniejsze populacje rosną w Korei Południowej i Japonii (Hokkaido, Honsiu).
Na północnym obszarze występowania, w Rosji, porasta obszary na wysokości 200–600 m n.p.m., w Chinach od 500 do 1300 m n.p.m., a dalej na południe rośnie na terenach górzystych, sięgając w Japonii 2500 m n.p.m.

## Morfologia
PokrójDrzewo iglaste, wiecznie zielone, wolno rosnące, osiągające wysokość 40–50 m (w uprawie rzadko 35 m). Korona drzewa początkowo stożkowata, z wiekiem staje się owalna lub nieregularna. Pędy gęsto owłosione.
PieńKora szaroczarna, łuszcząca się tafelkami, ale długo pozostaje gładka.
LiścieIgły zebrane w pęczki po 5, sztywne, tępo zakończone, z wierzchu ciemnozielone, na spodzie niebieskawe, osiągają zwykle długość 5–12 cm, maksymalnie do 15 cm.
SzyszkiRozwijają się na szypułkach długości 1,5 cm. Początkowo zielone do fioletowych, dojrzewając brązowieją. Owalne, długości 9–14 cm, szerokości 6–8 cm, wyrastają pojedynczo lub po 3. Nasiona długości 12–16 mm, bez skrzydełek.

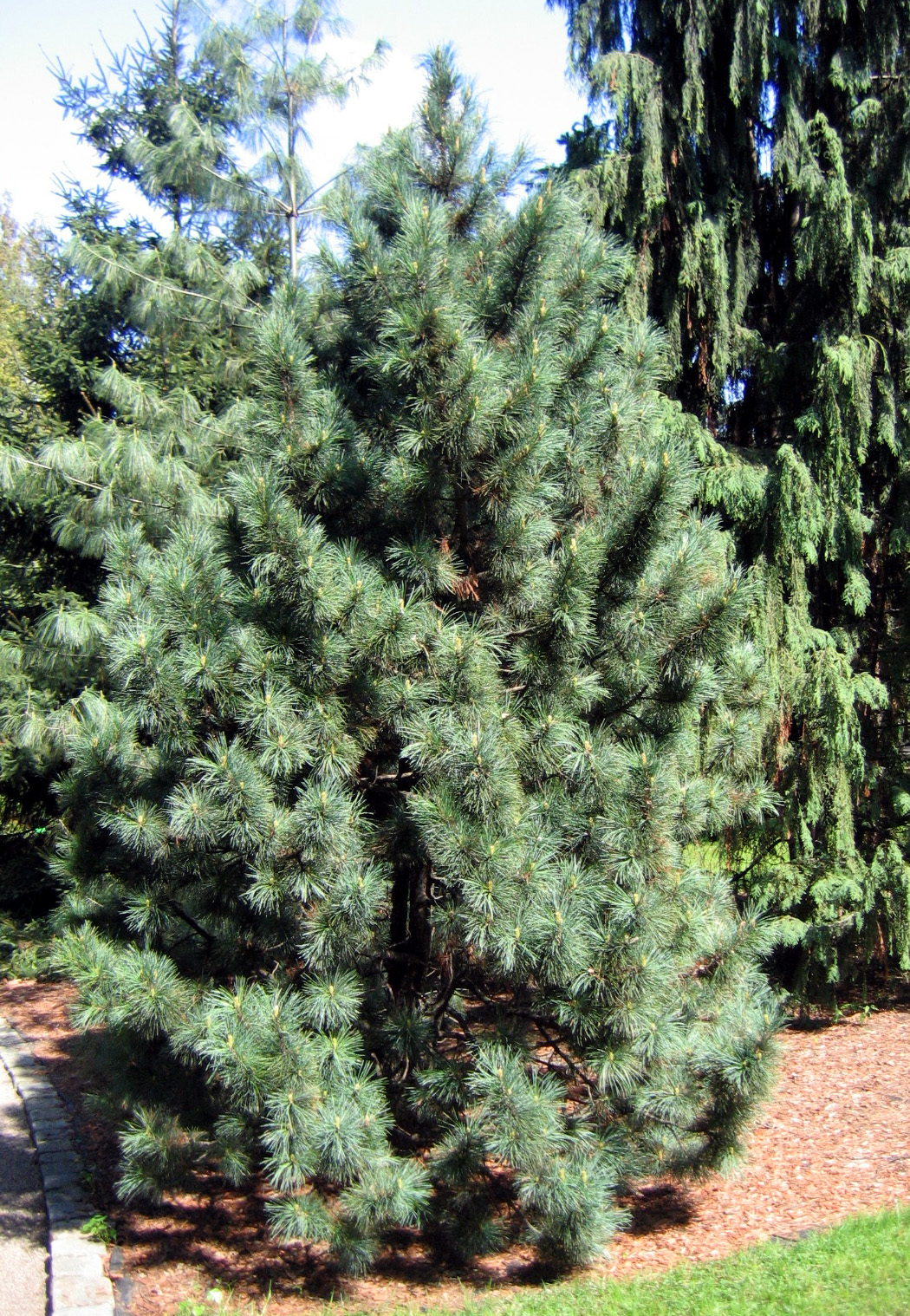
Pokrój młodego drzewa
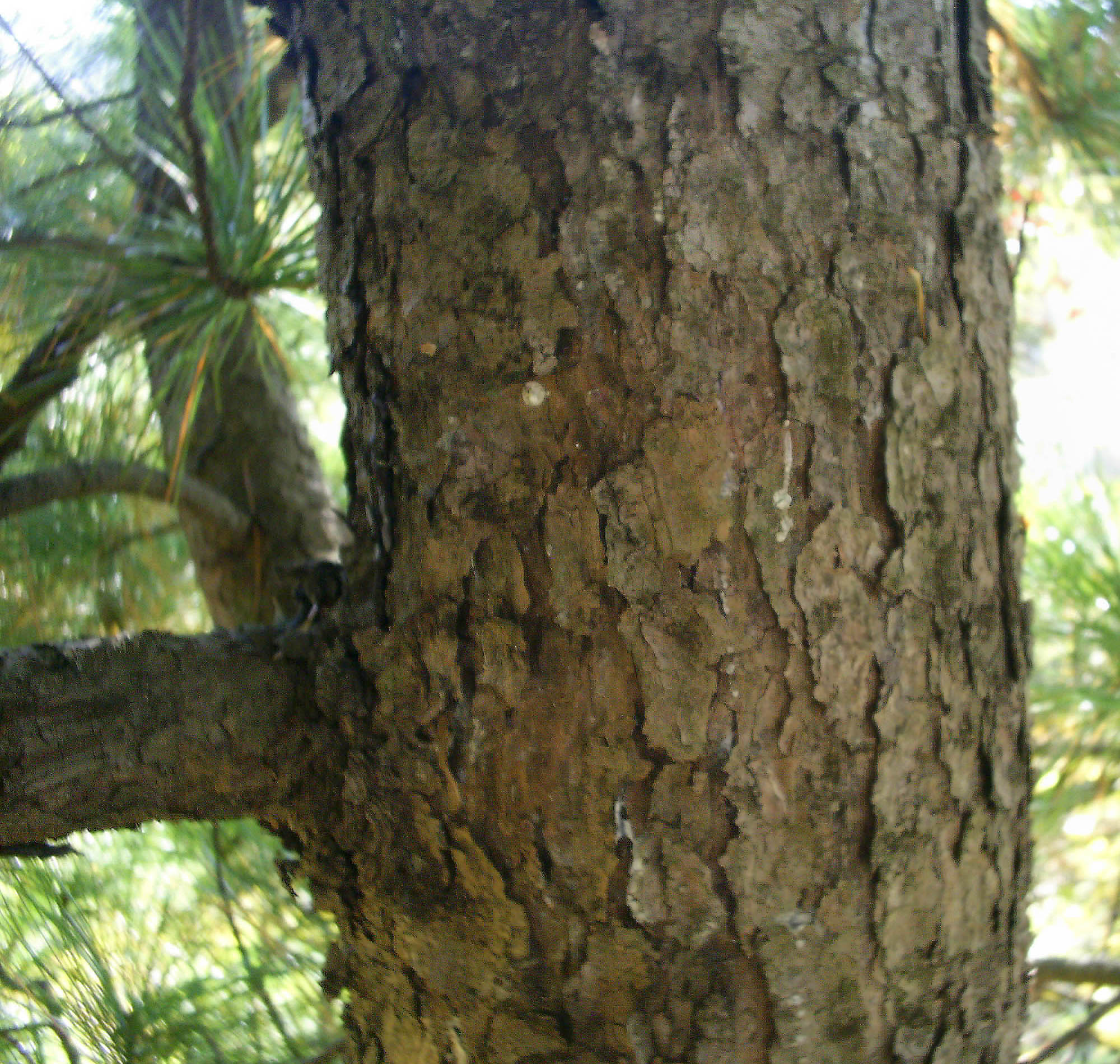
Kora
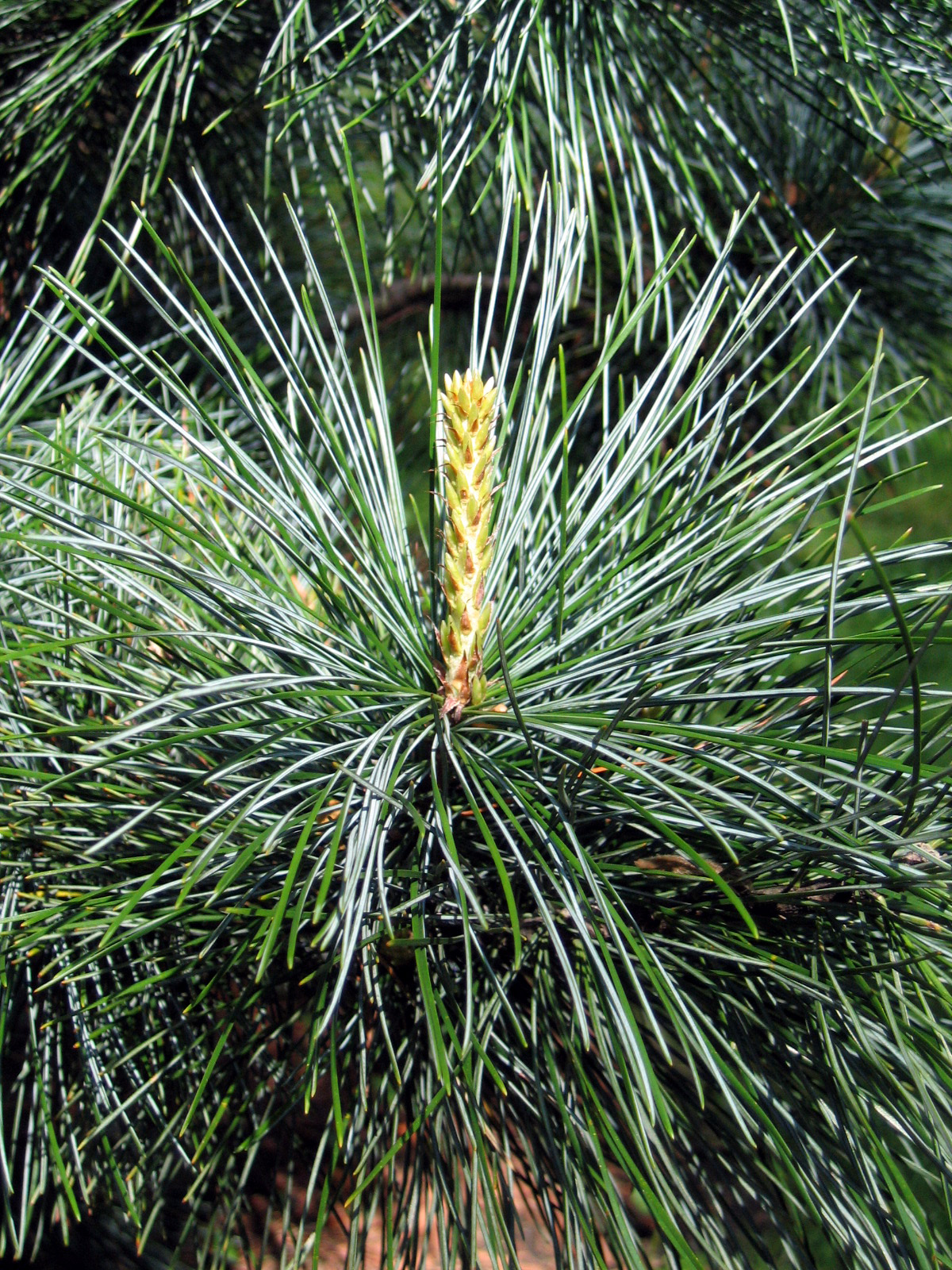
Młody pęd i igły

Gatunki podobneOd sosny syberyjskiej (P. sibirica) odróżniają ją większe szyszki i dłuższe igły.

## Biologia i ekologia
Drzewo wiecznie zielone. Igły pozostają na drzewie przez 3 lata, następnie opadają. Roślina jest jednopienna, wiatropylna. Kwitnie w maju. Nasiona dojrzewają w ciągu 18 miesięcy od zapylenia, rozsiewane są przez ptaki.
Jedna wiązka przewodząca w liściu, 3 kanały żywiczne. Igły trójkątne w przekroju poprzecznym.
Tworzy lasy sosnowo-liściaste. Dobrze adaptuje się do nowych warunków, preferuje gleby żyzne i wilgotne, toleruje także gleby piaszczyste, suchsze, ale dobrze drenowane. Lubi stanowiska nasłonecznione i półcieniste. W nieznacznym stopniu toleruje susze, odporna na chłody (do -50 °C).
Duże nasiona są chętnie zjadane przez orzechówki.

## Systematyka i zmienność
Synonimy
Pinus strobus Thunb. non L., Pinus mandschurica Rupr., Pinus cembra var. mandschurica (Rupr.) Carr., Strobus koraiensis (Sieb. et Zucc.) Moldenke, Apinus koraiensis (Sieb. et Zucc.) Moldenke, Pinus prokoraiensis Zhao et al.
Pozycja gatunku w obrębie rodzaju
Pozycja gatunku w obrębie rodzaju Pinus
- podrodzaj Strobus
  - sekcja Quinquefoliae
    - podsekcja Strobus
      - gatunek P. koraiensis

Najbliżej spokrewniona jest z sosną himalajską (Pinus wallichiana).

## Zagrożenia
Międzynarodowa organizacja IUCN umieściła ten gatunek w Czerwonej księdze gatunków zagrożonych, przyznając mu kategorię zagrożenia LC (least concern, system oceny w wersji 2.3 i 3.1) jako gatunkowi najmniejszej troski, nie spełniającemu kryteriów gatunków zagrożonych. Równocześnie stwierdzono trend spadkowy liczebności populacji, w wyniku intensywnej eksploatacji stanowisk i zbioru nasion. Utrzymanie tego trendu może doprowadzić w ciągu następnej dekady do zmiany kategorii zagrożenia na NT.

## Zastosowanie
Roślina ozdobna

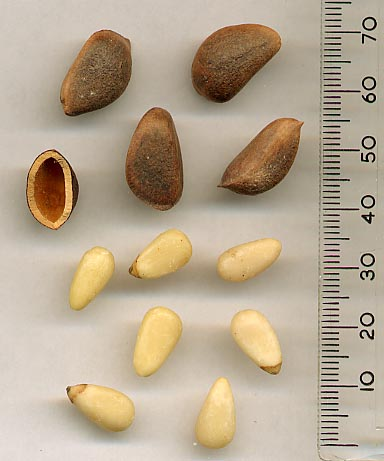
Nasiona sosny koreańskiej

Drzewo sadzone w parkach i w przydomowych ogródkach, cenione głównie za zimowy kolor. Popularne w rejonach o chłodnym klimacie, np. we wschodniej Kanadzie i północno-wschodnich stanach USA. W Europie introdukowane przez angielskiego botanika Jamesa Veitcha w 1861 r. Drzewo jest odporne na mrozy, choroby i szkodniki, ale wrażliwe na suszę.
Roślina jadalna
Nasiona sosny koreańskiej są jadalne. Są zbierane i sprzedawane w Azji jako orzeszki.
Surowiec drzewny
Drewno stosowane jest do budowy mostów, konstrukcji drewnianych i wyrobu mebli.